# Mastacembelus unicolor
Mastacembelus unicolor és una espècie de peix pertanyent a la família dels mastacembèlids.
Fa 55 cm de llargària màxima. És un peix d'aigua dolça, demersal, potamòdrom i de clima tropical. Es troba a Indonèsia, Malàisia, Myanmar i Tailàndia.
És inofensiu per als humans.